# Alexandre Lippmann
Alexandre Auguste Lippmann (ur. 11 czerwca 1881 w Paryżu, zm. 23 lutego 1960 tamże) – francuski szpadzista, wielokrotny medalista olimpijski.

## Kariera sportowa
Na igrzyskach olimpijskich w Londynie w 1908 roku zdobył dwa medale. Najpierw wspólnie z Gastonem Alibertem, Bernardem Gravierem, Eugène’em Olivierem, Hermanem Bergerem, Charles’em Collignonem i Jeanem Sternem zdobył złoty medal w zawodach drużynowych. W turnieju indywidualnym zdobył srebrny medal. W rundzie finałowej uzyskał taki sam wynik co Eugène Olivier i Brytyjczyk Robert Montgomerie; w barażach o miejsca 2-4 Lippmann wygrał oba pojedynki i ostatecznie uplasował się za Gastonem Alibertem, a przed Olivierem. Kolejne dwa medale zdobył na igrzyskach olimpijskich w Antwerpii w 1920 roku. W szpadzie drużynowej razem z kolegami zajął trzecie miejsce. W szpadzie indywidualnej ponownie był drugi, wygrywając siedem z jedenastu pojedynków rundy finałowej. Brał też udział w igrzyskach olimpijskich w Paryżu w 1924 roku Francuzi w składzie: Georges Buchard, Roger Ducret, Lucien Gaudin, Georges Tainturier, André Labatut, Alexandre Lippmann i Robert Liottel zdobył złoto w szpadzie drużynowej. Indywidualnie tym razem nie startował.
Nie zdobył medalu mistrzostw świata.
Był także malarzem, oraz wnukiem Alexandre’a Dumasa syna i prawnukiem Alexandre’a Dumasa ojca. Lippmann miał pochodzenie żydowskie, w 1984 roku został przyjęty do International Jewish Sports Hall of Fame.